# Etna (condado de Pershing)
Etna é uma antiga vila, na atualidade uma cidade fantasma no condado de Pershing, estado de Nevada, nos Estados Unidos. Fica localizada a uma altitude de 1271 metros.